# حب اقتناء واستعمال الحواسيب القديمة

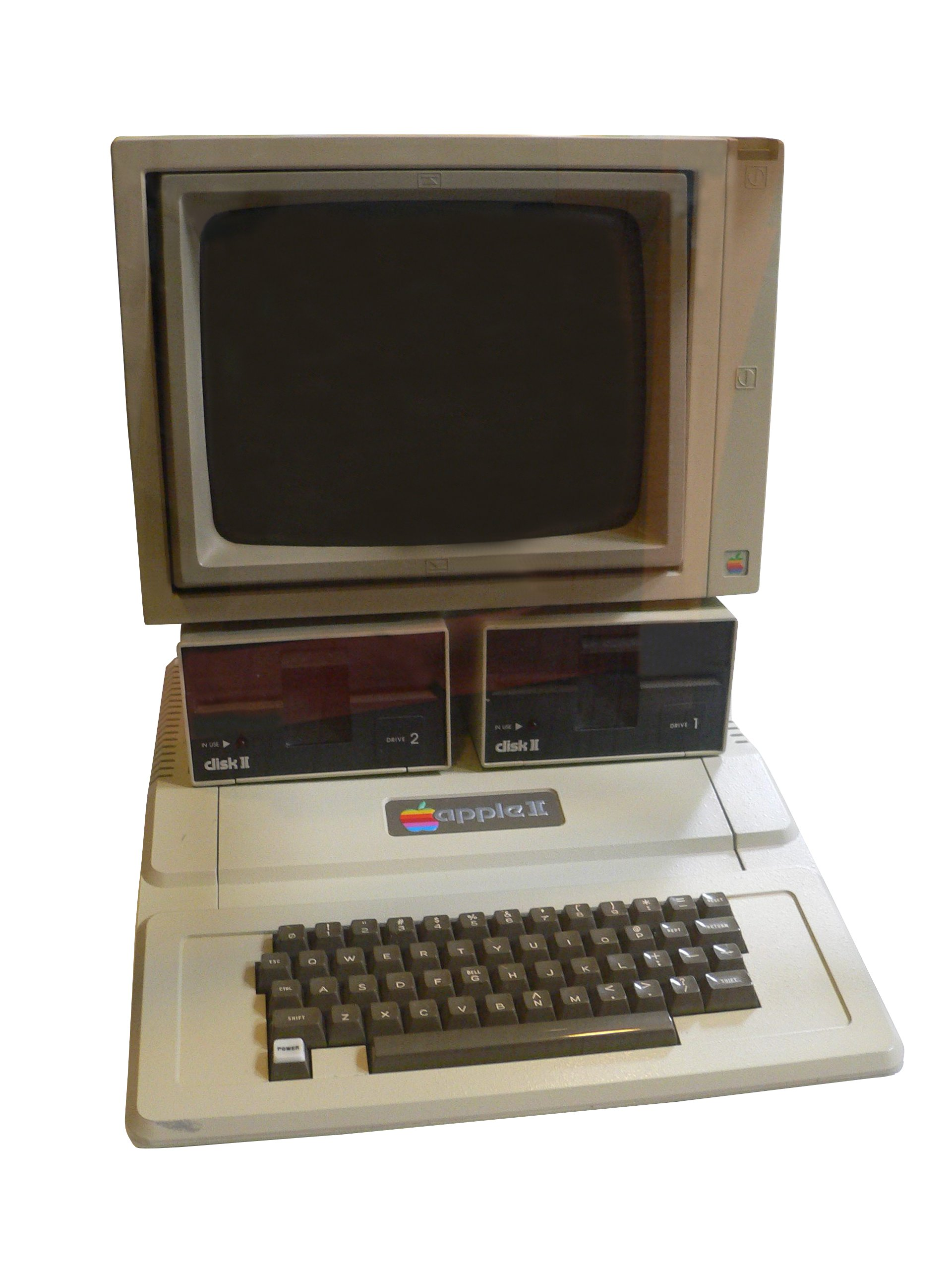
[حاسوب apple II المصنوع عام 1977 والشائع بين هواة الحواسيب القديمة.

يُطلق على الميل لاستخدام الحواسيب والبرمجيات القديمة في وقتنا الحديث اسم retrocomputing (وهو مصطلح منحوت من كلمتين الأولى retro وتعني قديم، والثانية computing أي استخدام الحواسيب الآلية). وهذا الغرام يصنف في العادة في خانة الهوايات ووسائل الاستجمام عنه في خانة الضرورات العملية؛ حيث يقوم المغرمون بهذه الهواية بجمع واقتناء المكوّنات الصلبة (الهاردوير) والبرمجيات (السوفتوير) النادرة والقديمة لأسباب عاطفية. بيد أن البعض منهم أيضًا يسعى للاستفادة منها واستعمالها. ويبدأ هذا الغرام غالبًا عندما يرى المستخدم العادي أن الأنظمة التي كانت باهظة الثمن في السابق مثل أجهزة الحاسبات الكبيرة Mainframes من IBM وDEC Superminis وSGI workstations وCray supercomputers قد أصبحت في متناول المشتري العادي في أسواق بيع الأجهزة المستعملة، خاصة بعد فترة قصيرة نسبيًا من عهد استخدام هذه الحواسيب.
وبعض الأشخاص يمتلكون متاحف لأجهزة الحاسوب الشخصية، مع مقتنيات من أجهزة الحاسوب القديمة والقادرة على العمل مثل Apple IIs وIBM وZX Spectrums وAtari وCommodore وAmigas وBBC Micros. كما أن جمع الحواسيب الشخصية التي تعتمد على الناقل S-100 bus تجد صدى وعشبية كبيرين لدى هواة اقتناء هذه الحواسيب القديمة، إلى جانب مجموعة متنوعة من الحواسيب التي تعمل على نظام تشغيل CP/M مثل Kaypros وOsbornes. ورغم ذلك، يلجأ الكثير من المستخدمين لاستخدام برمجيات المحاكاة emulation على الأجهزة الأحداث بدلاً من استخدامها على المكونات الحقيقية، وذلك للاستمتاع ومعايشة التجربة، مع المحافظة في الوقت ذاته على الإلكترونيات المتهالكة للجهاز الأصلي. وهذا ما لا يعتبره البعض غرامًا بالحوسبة القديم، نظرًا لاستعمال المكوّنات الحديثة هنا. أما الخيار الثالث فهو استخدام أجهزة الحاسوب المنزلية المعاد تصنيعها، وهي أجهزة مكرسة لهذا الغرض، مع برامج محاكاة بدلاً من المكونات القديمة المرتبطة بها.

## تاريخ الغرام بالحواسيب القديمة
يُمثّل الجانب الجاد من الغرام بالحواسيب القديمة جزءاً من تاريخ المكونات المادية، ويمكن اعتباره نظيرًا لعلم الآثار التجريبية experimental archaeology في الحوسبة. ومن بين أشهر الأمثلة على ذلك إعادة تشكيل جهاز Difference engine من Babbage (وذلك بعد أكثر من قرن من تصميمه) وتطبيق Plankalkul في 200 (بعد أكثر من نصف قرن منذ ظهوره إلى الوجود).

## تصميم وبناء الحواسيب القديمة
يرى بعض المغرمين بالحواسيب القديمة أن تصميم وبناء الحواسيب أو المعدات ذات المكوّنات أو الطُرز القديمة يمثل جانبًا مهمًا من هذه الهواية، فالتجربة تمنح المتحمسين الجدد الفرصة لمعايشة المشاعر التي كانت تنتاب مستخدمي الحواسيب القديمة. وهناك أساليب أخرى متباينة للحصول هذه المعايشة. فبعض الأجهزة تكون نسخ مطابقة للأنظمة الأقدم، وبعضها تصميمات أجدد تقوم على مبادئ الحوسبة القديمة، فيما أخرى تجميع بين الاثنين، أي بين الخصائص القديمة والجيدة في نفس الحزمة. ومن الأمثلة على ذلك ما تقدمه IMSAI، وهي إحدى النسخ العصرية المحدثة وإن تكن متوافقة على النسخ الأقدم ونسخة طبقة الأصل من الـ IMSAI 8080 الأصلي، وهو أحد أشهر الأنظمة الشخصية المبكرة شائعة الاستخدام. وقد بيعت نسخ مطابقة عديدة من أجهزة ومعدات Apple 1 بكميات محدودة في الأعوام الأخيرة من قبل شركات مختلفة، مثل أجهزة "Replica 1" من شركة Briel Computers. ومن بين المشروعات القائمة حاليًا والتي تستخدم التكنولوجيا القديمة في التصميمات الجديدة هو N8VEM القائم على Z80.

## أجهزة الكمبيوتر العتيقة

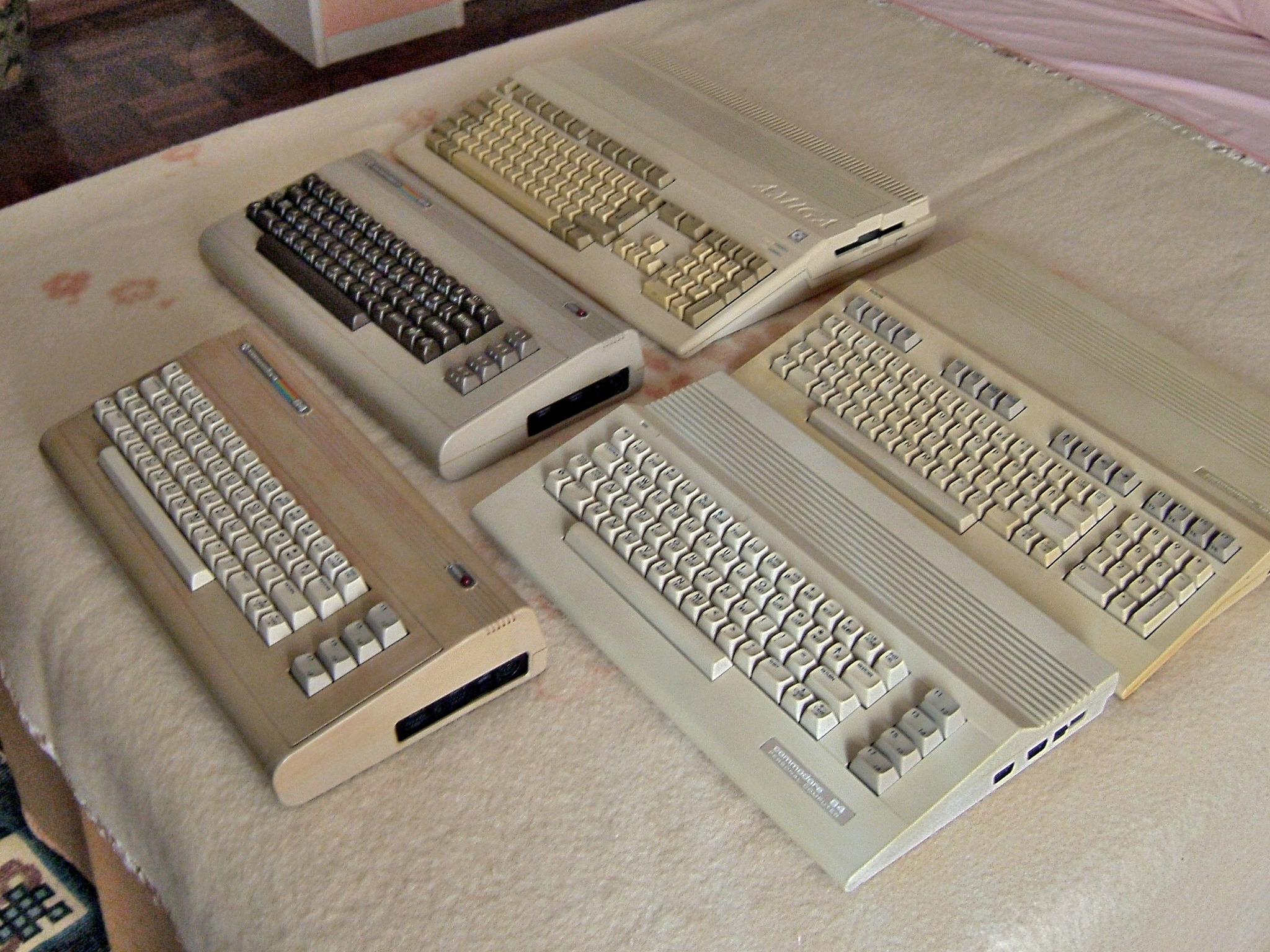
بعض أجهزة الكمبيوتر القديمة من Commodore International: مثل جهاز Amiga 500 (أعلى اليسار) وCommodore 128 (أعلى اليمين) وتشكيلات ثلاثة متباينة من Commodore 64.

ظهرت الحواسيب الشخصية في الأسواق منذ عام 1976 تقريبًا. ولكن في هذا الوقت، ألقت الثورات التكنولوجية الهائلة ورائها كميات من الحواسيب التي لم تعد قابلة للاستخدام في القمامة. ورغم ذلك، فقد أدت هذه الأجهزة عديمة القيمة في ذلك الوقت إلى نشوء ثقافة جديدة هي ثقافة جمع أجهزة الحاسوب القديمة، والتي ينفق أصحابها مبالغ هائلة من أجل الحصول على أقدم هذه الأجهزة، ليس فقط لعرضها ولكن لإعادتها أيضًا إلى قدرتها السابقة على العمل، وأيضاً محاولة تطوير البرمجيات وموائمتها مع الاستخدامات العصرية. وينضم لهذا الولع القراصنة hackers الذين يقومون بوضع إضافات برمجية وتحديثات وينشئون تشكيلات هجينة من أجهزة الحاسوب القديمة والحديثة لاستخدامات لم تخطر في بال صانعيها. وتتمحور معظم هذه الهوية على الأجهزة المصنعة بعد عام 1960، رغم أن هناك من الهواة من يتخصص في الأجهزة السابقة لعام 1960 أيضاً.

### آبل
تعد الإصدارات المبكرة من الحواسيب الشخصية لشركة آبل من بين المقتنيات المفضلة لدى الهواة، ومن السهل نسبياً مع هذه الإصدارات المحافظة عليها في حالة التشغيل وذلك بفضل استخدام آبل لقطع الغيار المتوافرة في السوق.
- Apple 1: وكان هذا الجهاز أول منتج لشركة آبل وقد جذب أعلى الأسعار التي دفعت لأجهزة الحاسوب الصغيرة في المزادات.
- Apple II: وتعد هذه الفئة من بين أسهل الأجهزة في سهولة موائمتها، وذلك بفضل بنية التوسع expansion architecture الأصلية المصممة فيها. ولا تزال بعض الشركات تصمم بعض الكروت الملحقة بهذا النوع، وذلك بفضل طول عمر المنصة الحاسوبية لـ Apple II، والتي كانت تصنعها الشركة من عام 1976 وحتى عام 1993. ويزخر الإنترنت بعدد غفير من المواقع التي تدعم ليس فقط المستخدمين القدامى، بل أيضًا المستخدمين الجدد المغرمين بهذه الهواية حتى ممن لم يولدوا عندما توقفت الشركة عن إنتاج هذه السلسلة.
- Macintosh: تتمتع أجهزة الماكينتوش القديمة بتصميمها المبسط وواجهتها الرسومية الناجحة بالإضافة إلى تطبيقها المُسمّى Finder والذي ظل مستخدما على معظم أجهزة الماكنتوش الحالية. وهو لهذا الخصائص من بين أكثر الحواسيب العتيقة استخدامًا بين الهواة. ونتيجة لانتشار العشرات من مواقع الإنترنت المهتمة بهذه الحواسيب، فلا تزال مكوناتها المادية والبرمجية العتيقة تستخدم إلى اليوم. ويحتفظ الكثيرون بمقتنيات كبيرة من الأنظمة سواء العاملة أو غير العاملة، ويحبون الحديث عنها ومناقشتها على منتديات الإنترنت. وقد حقق الماكنتوش تواجدًا قويًا في الكثير من معامل الحواسيب المبكرة، حيث خلق حنينًا قويًا إليها من الطلبة القدامى الذين يتذكرون تجاربهم الأولى مع هذه الحواسيب.

### آي بي إم
وتشمل:
- أجهزة الـ IBM 1130 التي ترجع لعام 1966 ولها العديد من الهواة، رغم أن معظمهم يستخدمون المحاكيات بدلاً من الأجهزة الحقيقية.
- أجهزة الـ 5100 ولها أيضاً قاعدة كبيرة من الهواة والمعجبين.
- سلسلة الـ PC (وتضم PC وPC/XT وPC/AT) وقد تمتعت بشعبية كبيرة مؤخرًا، وأكثرها شعبية لدى هواة اقتناء الحواسيب القديمة هي النماذج الأقدم منها (PC).

### Acorn BBC وArchimedes
كان جهاز Acorn BBC Micro من الحواسيب البريطانية التي تمتعت بشعبية كبيرة للغاية في عقد الثمانينات لدى المستخدمين في المنازل والمدارس، وكانت هي السائدة تقريبًا في كافة المدارس البريطانية حتى منتصف التسعينات. وقد كان ممكنًا معها استخدام الأقراص فئة 5 1/4 بوصة (100 كيلوبايت) وتضمنت الكثير من مداخل التوسع.
سلسلة Archimedes – وهي التي خلفت أجهزة الـ BBC Micro – وقد تمتعت بقاعدة كبيرة من الهواة في الأعوام الأخيرة، وذلك بفضل كونها من أوائل الأجهزة التي تعتمد على الميكروبرسيسور RISC من ARM.

### Tandy/Radio Shack
لا يزال جهاز Tandy/Radio Shack (الموديل 100) يتمتع بمجموعة كبيرة من الهواة باعتباره أول الأمثلة على أجهزة الحاسوب المحمولة. وتتمتع الأجهزة الأخرى من Tandy، مثل أجهزة TRS-80، بشعبية كبيرة. ولا تزال الأنظمة المبكرة منه التي تتمتع بحالة جيدة، مثل النموذج I، تجذب أفضل الأسعار في سوق الحواسيب العتيقة.

### Sinclaire
- كانت سلسلة Sinclair ZX81 وZX Spectrum من بين أجهزة الحواسيب المنزلية البريطانية الأكثر شعبية في مطلع الثمانينات من القرن المنصرم، وتتوافر حاليًا مجموعة كبيرة من الاختيارات المحاكية لكلا المنصتين. وتمتع Spectrum على وجه الخصوص بمجموعة كبيرة من الأتباع نظراً لشعبتيها كمنصة لممارسة الألعاب، وإلى اليوم لا تزال تخرج ألعاب جديدة تتوافق معها. ولا تزال تستحوذ أجهزة الـ Spectrum ذات المفاتيح المطاطية "rubber key" على أعلى الأسعار في سوق الأجهزة المستعملة، ويليها في عدد الأتباع نماذج الـ Amstrad. ولا تتمتع حواسيب الـ ZX80 المبكرة بنفس الشعبية في مكوناتها المادية الأصلية نظراً لشاشتها أحادية اللون وإمكانياتها المحدودة مقارنة بـ Spectrum، ولكن مكوناتها المفككة لا تزال تظهر على موقع eBay بين الحين والآخر، ويعرف عنها اجتذابها لأسعار تصل إلى مئات الجنيهات.

### Robotron
- كان Robotron Z1013 هو أول حاسب منزلي في ألمانيا الشرقية تنتجه VEB Robotron، وقد تضمن معالج U880 وذاكرة عشوائية 16 كيلوبايت، ولوحة مفاتيح غشائية.
- أما سلسلة KC 85 فكانت أنظمة كمبيوتر 8 بتات واستخدمت في مدارس ألمانيا الشرقية.

## الإنترنت
تزخر شبكة الإنترنت بالكثير من المواقع التي تشبع ميول هواة جمع الحواسيب العتيقة، وتشمل المواقع المتخصصة والقوائم البريدية ومجموعات الأخبار ومنتديات المناقشة وغيرها، وبعضها متخصص في أنظمة معينة بينما مواقع أخرى تتسم بطابع أكثر عمومية وتغطية للكثير من الأنظمة المختلفة. وينهض موقع Vintage Computer Forum من (Erik Klein) كمثال على مواقع المناقشة التي تغطي كافة جوانب هذه الهواية.
cctech، وتعرف أيضًا باسم "قائمة مناقشات الحواسيب الكلاسيكية"، وهي قائمة بريدية إلكترونية عن التقنيات الحاسوبية القديمة، وتديرها منظمة Classic Computing.